# اسکندر قبطی
اسکندر قُبطی (انگلیسی: Scandar Copti؛ زادهٔ ۱ ژانویهٔ ۱۹۷۵) کارگردان فیلم، فیلم‌نامه‌نویس، تدوین‌گر، و هنرپیشه اهل اسرائیل است.
از فیلم‌ها یا برنامه‌های تلویزیونی که وی در آن نقش داشته‌است می‌توان به عجمی اشاره کرد.
وی همچنین برندهٔ جوایزی همچون جایزه ساترلند شده‌است.